# 瓦爾梅特M82突擊步槍
瓦爾梅特M82（Valmet M82）是瓦爾梅特M76突擊步槍的犢牛式版本，由芬蘭的瓦爾梅特公司（Valmet）研製及生產。

## 歷史
瓦爾梅特M82於1978年推出並在1986年停產，其生產數量也十分的少，大約只有兩千把，而且大部份都是發射5.56×45毫米北約彈的半自動民用型，主要是出口到北美市場。只有少量的樣槍被送到芬蘭國防軍傘兵部隊中進行測試，但是基於機動性較差的問題，所以很快就被認為是不適合當他們的制式步槍。

## 設計
瓦爾梅特M82具有兩種版本，分別為5.56×45毫米北約口徑的255 470型和7.62×39毫米蘇聯口徑的255 490型。此槍有著與瓦爾梅特M76相同的金屬沖壓製機匣，槍托部份則是以聚氨酯製成。連接到槍管的扳機是以聚合物製成，這是為了減低射擊時所釋放的熱氣。而較特別的是，M82的機械瞄具與布倫輕機槍較為類似，兩者都是向左偏移的，所以並不利於作精準射擊。
與大部份當代的犢牛式步槍一樣，此槍並不適合左撇子使用，即使在戰鬥期間也不能改以左手持槍，這是基於其瞄具的設計缺陷及拋殼口位於槍托右方的原故。而現代的犢牛式槍械則以光學瞄具及以向前方、下方等特定的拋殼方式解決了此問題。

## 外部連結
- Modern Firearms （页面存档备份，存于）
- Valmet.Org （页面存档备份，存于）

## 另見
- EM-2突擊步槍
- XL64突擊步槍
- FAMAS突擊步槍
- 斯泰爾AUG突擊步槍
- SA80突擊步槍
- 86S式自動步槍
- 95式自動步槍
- OTs-14突擊步槍
- AKU-94突擊步槍
- Grad突擊步槍
- Vepr突擊步槍
- FN F2000突擊步槍
- IMI TAR-21突擊步槍
- CR-21突擊步槍
- SAR 21突擊步槍
- DAR-21突擊步槍
- FN P90衝鋒槍
- Rk 62突擊步槍
- 瓦爾梅特M76突擊步槍
- Rk 95 TP突擊步槍